# Mindre taggmätare
Mindre taggmätare, Aplocera efformata, är en fjärilsart som beskrevs av Achille Guenée 1858. Mindre taggmätare ingår i släktet Aplocera och familjen mätare. Enligt den svenska rödlistan är arten livskraftig, LC i Sverige. I Sverige förekommer arten sällsynt från Skåne till Värmland men med tyngdpunkt på Skåne och södra Halland. Fynd utanför detta område är främst migranter men en etablering i Västmanland sticker ut. Artens livsmiljö är öppna torrmarker. Inga underarter finns listade i Catalogue of Life.

## Bildgalleri

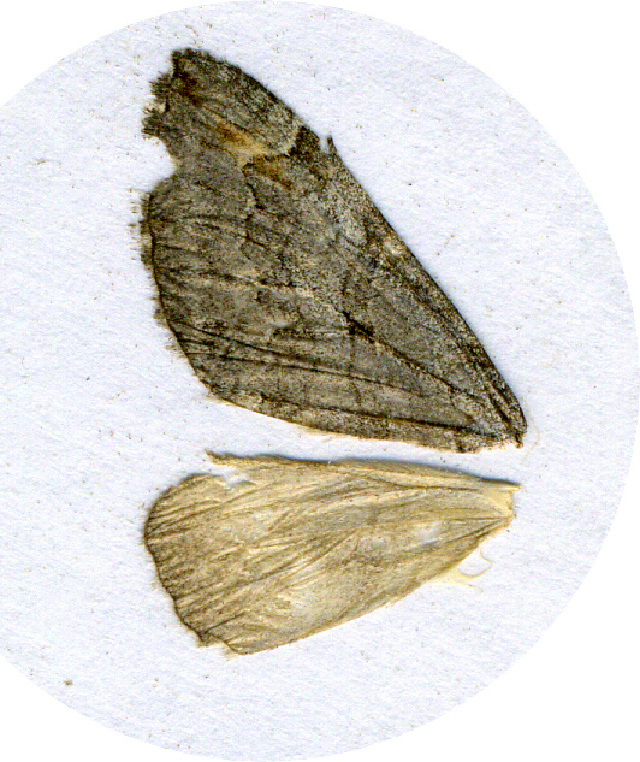